# Prêmio Jabuti - Histórias em Quadrinhos
Histórias em Quadrinhos é uma das categorias do Prêmio Jabuti, tradicional prêmio brasileiro de literatura que é realizado desde 1959.

## História
O prêmio não possuía categoria específica para histórias em quadrinhos, o que costumava ser alvo de críticas de especialistas da área, embora HQs pudessem ser inscritas em quaisquer categorias.
A categoria "Histórias em Quadrinhos" foi criada em 2017 após a criação de um abaixo-assinado capitaneado pelos quadrinistas Wagner Willian, Ramon Vitral e Érico Assis, que solicitava sua criação e que contou com mais de 2 mil adesões e o apoio de artistas conhecidos como Laerte Coutinho, Marcelo D'Salete e Rafael Coutinho. O primeiro vencedor da categoria foi Gidalti Oliveira Moura Júnior com o livro Castanha do Pará.
Segundo o regulamento, nesta categoria concorrem "livros compostos por histórias originais ou adaptadas, contadas por meio de desenhos sequenciais, definidas pela união de cor, mensagem e imagem" (com isso, os quadrinhos foram também impedidos de ser inscritos nas demais categorias, incluindo "Ilustração").
Em 2017, os três primeiros colocados foram considerados vencedores do Prêmio Jabuti e receberam o troféu, sendo que apenas o primeiro lugar ganhou o prêmio em dinheiro e foi considerado elegível para a categoria "Livro do Ano Ficção". A partir de 2018, apenas o primeiro colocado passou a ser considerado vencedor da categoria.
Em 2018, a criação desta categoria fez com que o Prêmio Jabuti ganhasse o 30º Troféu HQ Mix (principal prêmio de quadrinhos do Brasil) na categoria "Grande contribuição".

## Vencedores
| Ano  | Vencedor(a)                                                | Vencedor(a)                                                | Obra                                    | Editora                    | Outros finalistas | Nota(s)       |
| ---- | ---------------------------------------------------------- | ---------------------------------------------------------- | --------------------------------------- | -------------------------- | --- | ------------- |
| 2017 | 1º                                                         | Gidalti Oliveira Moura Júnior                              | Castanha do Pará                        | independente               | - Alexandre S. Lourenço (Você é um babaca, Bernardo / editora Mino) - Diogo Bercito e Pedro Vergai (Rasga-mortalhas / Zarabatana Books) - Felipe Castilho (Savana de Pedra / editora Astral Cultural) - George Schall e Ricardo Hirsch (Hitomi / Balão Editorial) - José Aguiar (Coisas de Adornar Paredes / editora Quadrinhofilia) - Sirlene Barbosa e João Pinheiro (Carolina / editora Veneta) - Wagner Willian (Bulldogma / editora Veneta) | [ 12 ]        |
| 2017 | 2º                                                         | Marcello Quintanilha                                       | Hinário Nacional                        | Veneta                     | - Alexandre S. Lourenço (Você é um babaca, Bernardo / editora Mino) - Diogo Bercito e Pedro Vergai (Rasga-mortalhas / Zarabatana Books) - Felipe Castilho (Savana de Pedra / editora Astral Cultural) - George Schall e Ricardo Hirsch (Hitomi / Balão Editorial) - José Aguiar (Coisas de Adornar Paredes / editora Quadrinhofilia) - Sirlene Barbosa e João Pinheiro (Carolina / editora Veneta) - Wagner Willian (Bulldogma / editora Veneta) | [ 12 ]        |
| 2017 | 3º                                                         | André Dahmer                                               | Quadrinhos dos Anos 10                  | Companhia das Letras       | - Alexandre S. Lourenço (Você é um babaca, Bernardo / editora Mino) - Diogo Bercito e Pedro Vergai (Rasga-mortalhas / Zarabatana Books) - Felipe Castilho (Savana de Pedra / editora Astral Cultural) - George Schall e Ricardo Hirsch (Hitomi / Balão Editorial) - José Aguiar (Coisas de Adornar Paredes / editora Quadrinhofilia) - Sirlene Barbosa e João Pinheiro (Carolina / editora Veneta) - Wagner Willian (Bulldogma / editora Veneta) | [ 12 ]        |
| 2018 | Marcelo D'Salete                                           | Marcelo D'Salete                                           | Angola Janga                            | Veneta                     | - A Infância do Brasil (José Aguiar / editora AVEC) - Chico Bento – Arvorada (Orlandeli / editora Panini e Mauricio de Sousa Produções) - Holandeses (André Toral / editora Veneta) - Mensur (Rafael Coutinho / editora Companhia das Letras) - Morrer de amor e continuar vivendo (Lorena Kaz / editora Instante) - O Maestro, o Cuco e a Lenda (Wagner Willian / editora Texugo) - O Planta: um bípede entre plantas (Gustavo Ravaglio / independente) - O Sinal (Orlandeli / editora Marsupial, selo Jupati Books) - Semilunar (Camilo Solano / editora Balão) | [ 13 ] [ 14 ] |
| 2019 | Rafael Calça e Jefferson Costa                             | Rafael Calça e Jefferson Costa                             | Graphic MSP - Jeremias: Pele            | Panini e Mauricio de Sousa | - Ânsia eterna (Verônica Berta / SESI-SP Editora) - Bendita cura - Volume 1 (Mário César / editora EntreQuadros) - Cangaço overdrive (Zé Wellington e Walter Geovani / editora Draco) - Eles estão por aí (Bianca Pinheiro e Greg Stella / editora Todavia) - O idiota: o clássico de Fiódor Dostoiévski em quadrinho (André Diniz / editora Quadrinhos na Cia/Companhia das Letras) - Quem matou o Caixeta? (Rainer Petter / editora Avec) - Raul (Alexandre de Maio / editora Elefante) - Saudade (Melissa Garabeli e Phellip William / independente) - Todos os Santos (Marcello Quintanilha / editora Veneta)                                                      | [ 15 ] [ 16 ] |
| 2020 | Wagner Willian                                             | Wagner Willian                                             | Silvestre                               | Editora Darkside           | - Fujie e Mikito (Marcelo Costa e Yuri Andrey / editora Mino) - O Obscuro Fichário dos Artistas Mundanos (1934-1958) (Clarice Hoffmann, Abel Alencar, Maurício Castro, Greg, Paulo do Amparo e Clara Moreira / editora Cepe) - Os olhos de Barthô (Orlandeli / independente) - Roseira, Medalha, Engenho e Outras Histórias (Jefferson Costa / editora Pipoca & Nanquim) - Bendita cura: Volume 2 (Mário César / independente) - Clean Break! (Felipe Nunes / editora Balão) - Contos dos Orixás (Hugo Canuto / independente) - Graphic MSP - Tina: Respeito (Fefê Torquato / editora Panini Brasil) - Último Assalto (Alex Rodrigues e Daniel Esteves / independente) |               |
| 2021 | André Freitas, Omar Viñole, Marcelo Saravá, Dayvison Manes | André Freitas, Omar Viñole, Marcelo Saravá, Dayvison Manes | META: Depto. de Crimes Metalinguísticos | Editora Zarabatana Books   | - A Casa Azul - Porto Alegre, de Eloar Guazzelli (Faria e Silva Editora) - Ajuricaba, de Ademar Vieira e Jucylande Júnior (Black Eye Estúdio) - Aquarela, de André Bernardino e Vitor Flynn (Balão Editorial) - CWB, de José Aguiar (Independente) - Despedida, de Bruno Drummond (Bloco Narrativo) - Graphic MSP: Jeremias: Alma, de Rafael Calça e Jefferson Costa (Panini Comics) - Quando éramos Irmãos, de Lucas Marques (Avec Editora) - Rocha Navegável, de Fábio Costa e Igor Souza (RV Cultura e Arte) - Senhora, de Luiz Antonio Aguiar e Shiko (Ática) |               |
| 2022 | Marcello Quintanilha                                       | Marcello Quintanilha                                       | Escuta, Formosa Márcia                  | Editora Veneta             | |               |
| 2023 | Marcelo D’Salete                                           | Marcelo D’Salete                                           | Mukanda Tiodora                         | Editora Veneta             | |               |